# Estudos de infecção humana controlada
Estudo de infecção humana controlada (EIHC), também chamado de ensaio de desafios humanos, é um tipo de ensaio clínico para uma vacina ou outro produto farmacêutico envolvendo a exposição intencional do sujeito do teste à condição testada. Os estudos de desafio humano podem ser eticamente controversos porque envolvem a exposição dos voluntários a perigos além daqueles representados por possíveis efeitos colaterais da substância sendo testada.

## História
Durante meados do século 20 e 21, o número de EIHCs tem aumentado. Um estudo deste tipo para testar vacinas promissoras para prevenção da COVID-19 foi considerado durante 2020 por vários desenvolvedores de vacinas, incluindo a Organização Mundial da Saúde (OMS), e foi aprovado no Reino Unido em 2021.
Durante a segunda metade dos séculos 20 e 21, as vacinas para cerca de 15 patógenos foram aceleradas em estudos de desafio humano – envolvendo cerca de 30.000 participantes – contribuindo para o desenvolvimento de vacinas para prevenir cólera, febre tifóide, gripe sazonal e outras infecções. Desde a década de 1980, os ensaios de desafio que relataram efeitos adversos resultaram em apenas 0,2% de pacientes com efeitos adversos graves. De acordo com especialistas em ética médica, os métodos de condução de ensaios clínicos por testes de desafio humano melhoraram ao longo do século 21, satisfazendo requisitos éticos, de segurança e regulatórios, tornando-se cientificamente aceitáveis e eticamente válidos desde que os participantes estejam bem informados e tenham se voluntariado livremente, e que os ensaios estejam aderentes ao rigor demandado para a realização de pesquisas clínicas.